# ITP (企業)
株式会社ITP（アイティーピー、英: ITP INC.）は、1916年（大正5年）創業の京都市中京区に本社を置く印刷およびデザイン制作会社である。
国内の印刷会社としては希有な独立系（他社の下請けを行わない）企業で、取扱説明書の制作会社としても老舗大手である。
近年、東京、海外を中心に販促品の販売、広告代理活動にも力を入れている。トヨタ自動車向けマニュアルでは、シイエム・シイ、シンテックホズミとともに、業界内でトヨタ自動車向け「編集3社」と呼ばれている。
創業当初から老舗百貨店・大丸（現J.フロント リテイリング株式会社）との取引があり、大丸の国内戦略に沿って事業を拡大。昭和29年の大丸東京店のオープンに合わせて東京出張所を開設したほか、大阪、福岡、札幌など主要拠点の多くは大丸百貨店の新店舗開店に合わせて設立された。
戦後間もない昭和23年には、やがて世界的な自動車メーカーに成長するトヨタ自動車株式会社との取引が始まる。
オーナーズマニュアルや修理書などトヨタビジネス向けに名古屋営業所、名古屋工場などを整備するとともに、トヨタの世界戦略に合わせてアメリカ、ヨーロッパ、中国などに海外拠点を開設した。

## 経営理念
Humanity
私たちは個人相互の尊重と信頼関係をビジネスの基本に据え、
地球環境と社会への責任を全うし、調和のある未来を目指します。
Originality
私たちは、発想の原点をお客さまにおく、コミュニケーションの専門家です。
一人ひとりの個性を活かした集団として、独創性あるサービスを提供します。
Technology
私たちは、創意と工夫で時代を拓く、革新型のビジネスを志向します。
専門知識と技術の開発、そして応用により、絶えざるサービスの高度化を推進します。

## 主要取引先
- トヨタ自動車株式会社
- 株式会社大丸松坂屋百貨店
- キヤノン株式会社

## 役員
- 粟新二 代表取締役会長（国内関連会社統括 兼 経営企画室長）
- 喜田眞司 代表取締役社長（海外関連会社統括 兼 トヨタビジネス担当）
- 奥村眞二 常務取締役（西日本地区事業担当 兼 全社IT推進本部長）
- 神野晃一 常務取締役（中部地区事業担当 兼 トヨタマニュアル事業部長）
- 池山信生 取締役（九州事業部長）
- 古崎良一 取締役（関東地区事業担当 兼 プロモーション事業部長）
- 今西秀人 監査役
- 檀原昭二 常務執行役員（ITP USA 社長）
- 植田達三 常務執行役員（ITP コミュニケーションズ 社長）
- 阿部泰之 執行役員（ITP関東サービス 社長）
- 加藤雅也 執行役員（翻訳ICT事業部長）
- 深谷啓 執行役員（ITP USA 副社長 兼 ダラス事務所 副所長）
- 山田真介 執行役員（リテールビジネス事業部長）
- 山崎満規 執行役員（京都本社事業部長 兼 中日本営業本部長）
- 加藤正浩 執行役員（ドキュメントソリューション事業部長）
- 松井忍 執行役員（大阪事業部長）

## 沿革
- 1916年（大正5年）5月：京都の現在地（京都市中京区丸太町通小川西入）において創業、活版印刷を開始。
- 1929年（昭和4年）9月：株式会社に改組。石田嘉十郎が初代社長に就任。
- 1956年（昭和31年）6月：阿部幸一が二代目社長に就任。
- 1978年（昭和53年）9月：株式会社石田大成社印刷所から株式会社石田大成社に商号変更。
- 1981年（昭和56年）9月：阿部孝が三代目社長に就任。
- 2002年（平成14年）4月：阿部達三が四代目社長に就任。
- 2003年（平成15年）9月：阿部暢克が五代目社長に就任。
- 2008年（平成20年）3月：阿部達三が六代目社長に就任し、会長兼社長となる。
- 2010年（平成22年）9月：阿部乙彦が七代目社長に就任。
- 2017年（平成29年）6月：喜田眞司が八代目社長に就任。
- 2017年（平成29年）9月：粟新二が代表取締役副社長に就任。
- 2018年（平成30年）1月：関西の企画制作部門を分社化し、株式会社四ツ橋企画制作所を大阪市西区新町に設立。
- 2019年（平成31年）1月：株式会社ITP関東サービスを東京都江東区に設立。
- 2019年（令和元年）5月：宮城県仙台市に東北営業所を開設。
- 2020年（令和2年）4月：株式会社石田大成社から株式会社ITPに商号変更。

## 国内拠点
| - 京都本社 - ITPイメージングプロダクツ 京都工場 - 大阪オフィス - ITP新和関西ロジスティクスセンター - 岡山営業所 - 広島営業所 - 九州オフィス | - 名古屋オフィス - 多治見オフィス - 稲沢オフィス ITPイメージングプロダクツ 名古屋工場 - ITPロジスティクスセンター - 浜松オ営業所 - 静岡営業所 - 御茶ノ水オフィス - 本郷オフィス - 東陽町オフィス ITPイメージングプロダクツ 東京工場 - 東北営業所 - 札幌営業所 |

## 海外拠点
| - ITP Inc. Belgium Branch (ITP Europe Brussels) - ITP Inc. Slovakia Branch (ITP Europe Kosice) - 愛梯匹広告（上海）有限公司 - 日商石田大成社股份有限公司 台湾分公司 | - ITP Asia Co.,Ltd. (Head Office) - Samrong Office - ITP MYANMAR Co., Ltd. - ITP & CREASIA Co., Ltd. Ho Chi Minh City Head Office - ITP & CREASIA Co., Ltd., Ha Noi Branch office - ITP-SVEN PHILIPPINES INC. - ITP STRATEGIC INC. HEADQUATER - ITP STRATEGIC INC. LA BRANCH |

## 社員保養所
高陽庵（京都）
京都本社ビルは宇治の平等院鳳凰堂を建立したことで知られる摂関・藤原頼通が平安時代中頃に造営した邸宅「高陽院」跡なことから命名された。
下呂研修センター（岐阜県）
岐阜県の下呂温泉に研修および保養所施設として完備。

## グループ会社
| - 株式会社ITPイメージングプロダクツ - ネット印刷ITP株式会社 - 株式会社ITPコミュニケーションズ - 新和印刷株式会社 - 株式会社ITP事業開発 - 株式会社ITPエンタプライズ | - 株式会社遠藤写真工芸所 - 株式会社ドローンITP企画 - 株式会社ITP関東サービス - 株式会社ITPリース - 株式会社ITPエステート |

## 社会・文化貢献
京ものさんぽ
京都の老舗300社以上が出店・出品するオンラインショッピングモールを運営。